# Evangelische Kirche (Kamieniec Ząbkowicki)

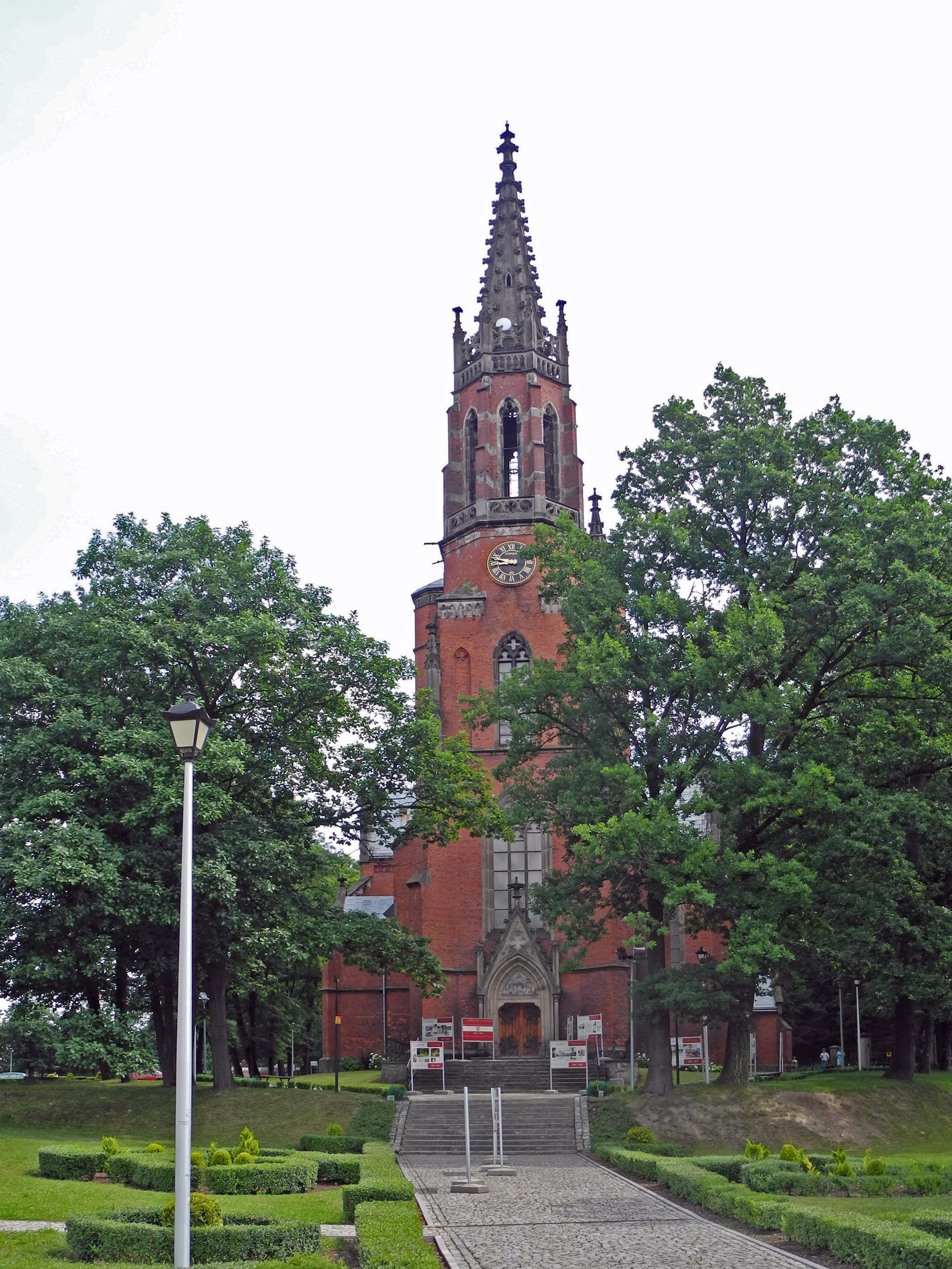
Evangelische Kirche in Kamenz

Die Evangelische Kirche Hl. Dreifaltigkeit (polnisch Kościół ewangelicki Trójcy Świętej) war vormals ein evangelisches Kirchengebäude in Kamieniec Ząbkowicki (deutsch: Kamenz). Es liegt östlich vom Ortskern in unmittelbarer Nähe zum Schloss Kamenz. Das Gebäude wird derzeit als Konzertsaal und Kulturzentrum genutzt.

## Geschichte
Der Kirchenbau entstand zwischen 1875 und 1885 nach den Entwürfen des Architekten Ferdinand Martius im neugotischen Stil. Gestiftet wurde es von der Prinzessin Marianne von Oranien-Nassau. Die Weihe des Kirchenbaus erfolgte am 15. Juli 1875.
Bis zum Übergang an Polen infolge des Zweiten Weltkriegs 1945 diente der Kirchenbau der evangelischen Kirchengemeinde von Kamenz. Durch die Vertreibung der deutschen Einwohner nach 1945 wurde das Gebäude nicht mehr als Gotteshaus genutzt. Zunächst wurde es als Lagerstätte genutzt. Seit 1966 steht das Kirchengebäude unter Denkmalschutz. Wegen fehlender Sanierungsarbeiten verfiel das Gebäude zusehends. 1983 brannte der Dachstuhl des Gebäudes ab. Danach begannen Sanierungsarbeiten am Bau und die Kirche wurde zu einem Kulturzentrum umgebaut, das 1992 eröffnet wurde. Heute finden im Gebäude u. a. auch Konzerte statt.

## Architektur
Die Backsteinkirche wurde im Stil der Neogotik auf einem kreuzförmigen Grundriss erbaut. An der Westseite befindet sich der 52 m hohe Glockenturm mit einem steilen Spitzdach.

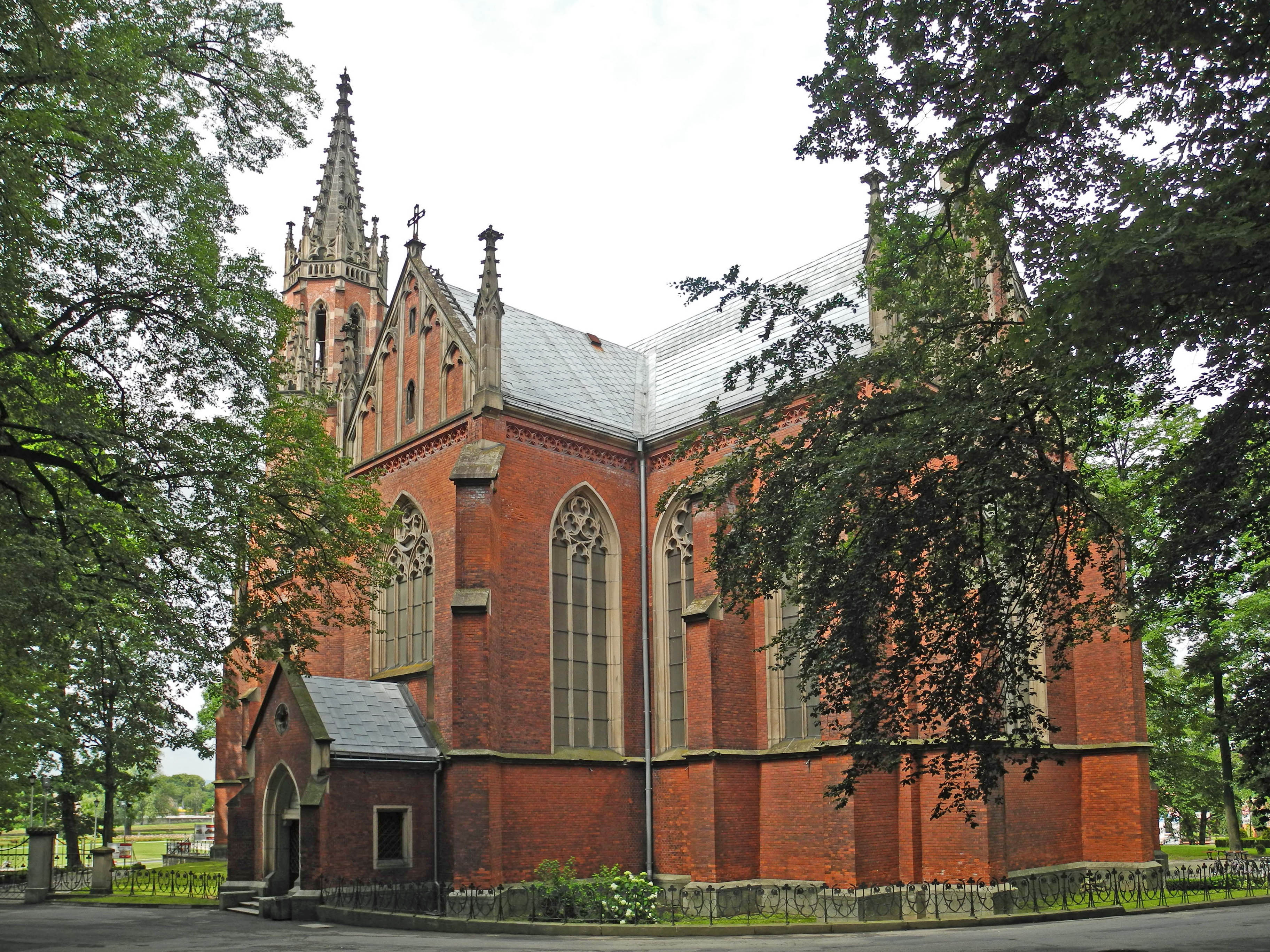
Ansicht Seitenschiff
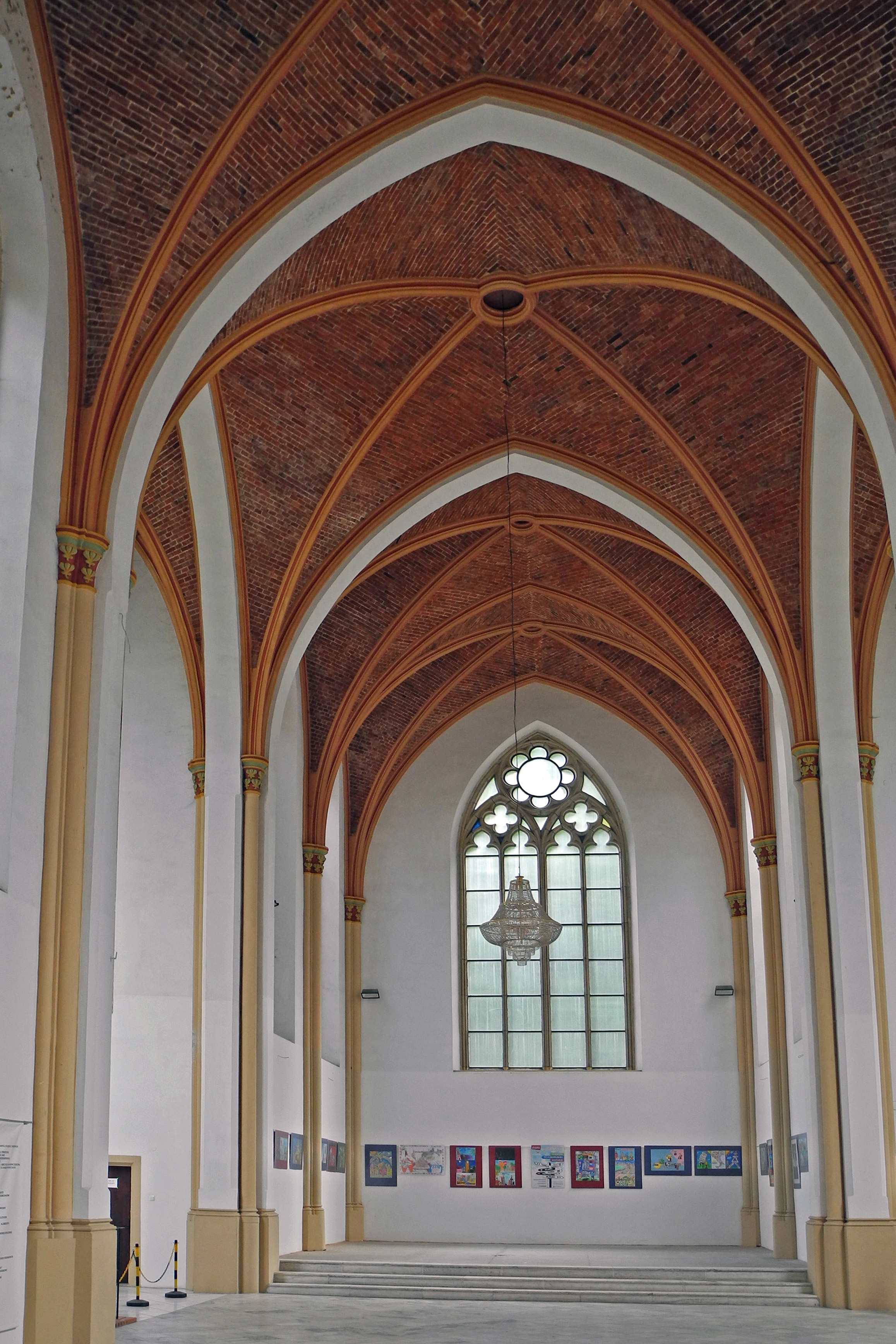
Altarraum
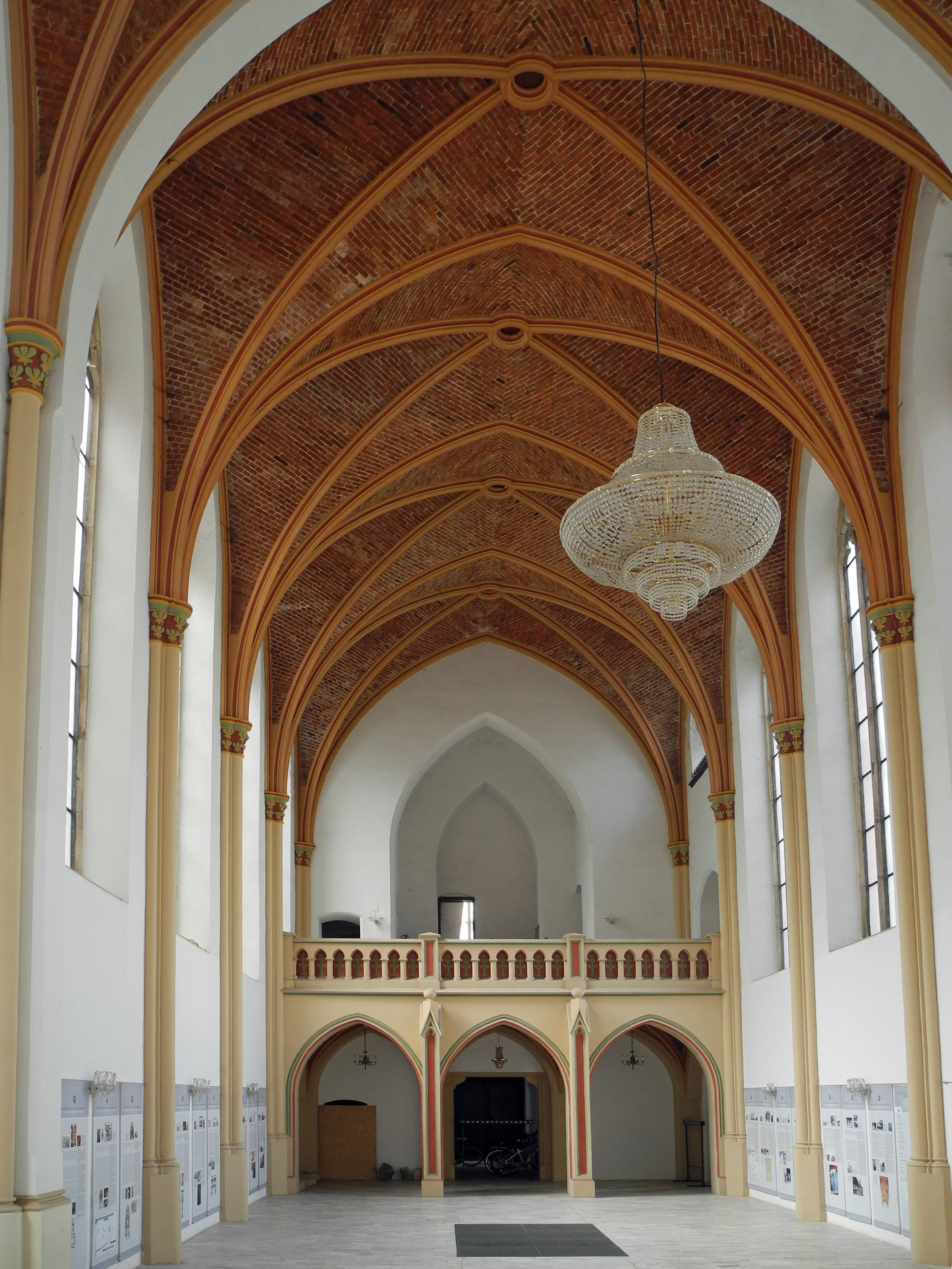
Innenraum
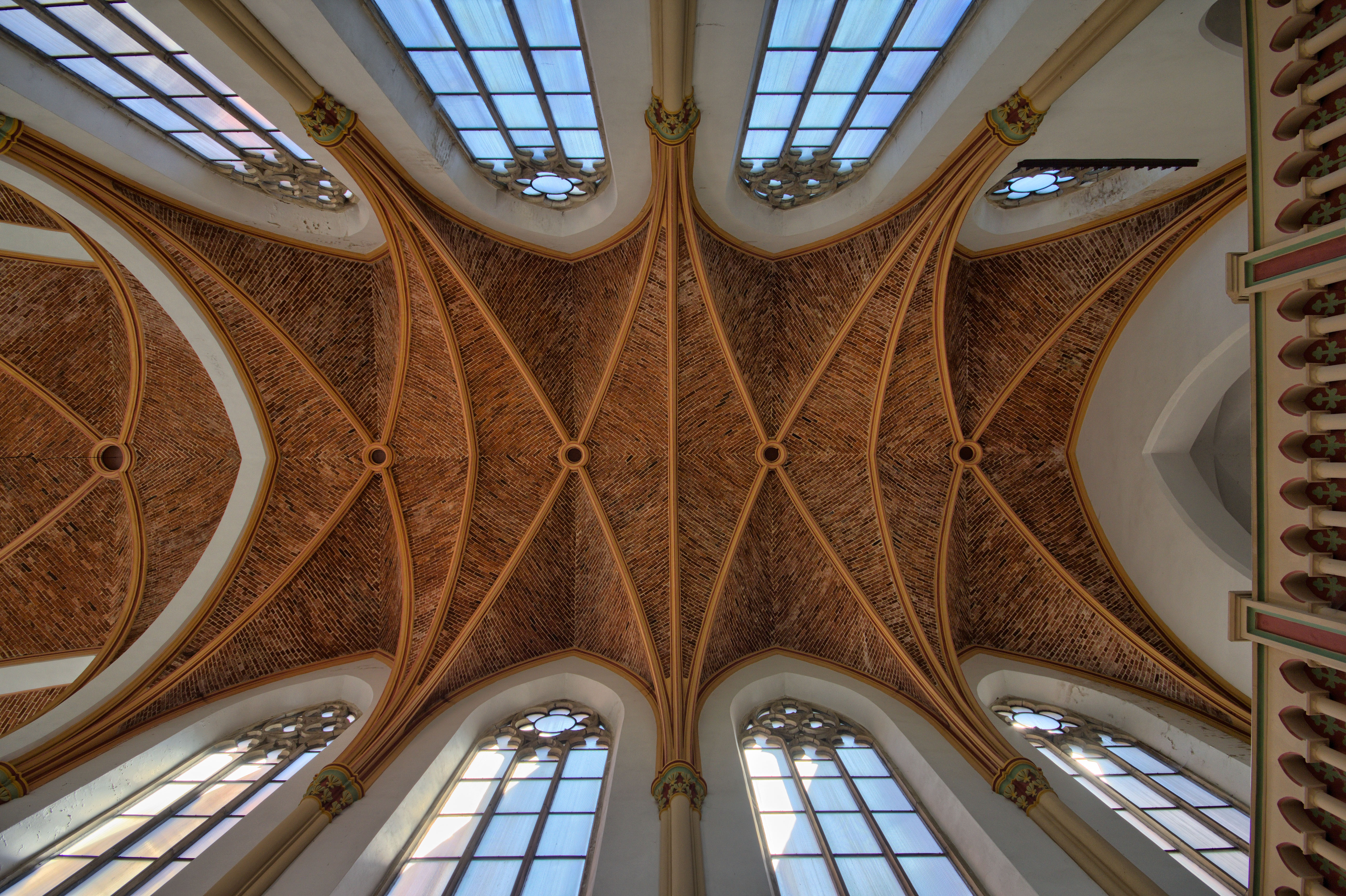
Gewölbe